# Deine Welt, meine Welt
Deine Welt, meine Welt ist ein von Freddy Quinn komponierter und veröffentlichter Schlager, dessen Text von Joachim Relin und Victor Bach geschrieben worden war. Im September 1968 wurde das Lied als Single veröffentlicht und war Teil mehrerer Kompilationsalben von Freddy Quinn. Die Single kam auf Platz 14 der deutschen Charts.

## Entstehung
Die Musik des Liedes stammt von Freddy Quinn, den Text schrieben Joachim Relin und Victor Bach. Bei der Gesellschaft für musikalische Aufführungs- und mechanische Vervielfältigungsrechte ist als Originalverlag die Warner Chappell Music Germany GmbH eingetragen. Das Lied trägt die GEMA-Werk.-Nummer 736226-001. Unter den GEMA-Werk.-Nummern 736226-002 und 736226-003 ist jeweils eine musikalische Umgestaltung eingetragen, bei der Rolf Basel als Bearbeiter angegeben ist.

## Liedtext
Das Lyrische Ich singt, dass es die ganze Welt kenne, aber manchmal allein sein. „Deine Welt, meine Welt“ werde dann schön, „wenn die Herzen füreinander schlagen“. Deine und meine Welt sei schön, denn „allein wird auch du nie mehr sein“. Das Lyrische Ich rät: „Öffne deine Tür, lass sie nicht versperrt und ein neues Glück wartet auch auf dich.“

## Schallplattenhülle
Auf der Schallplattenhülle, die als Schwarzweißfotografie gestaltet ist, ist Freddy Quinn in Profilansicht zu sehen, als er am Lenkrad eines Automobils sitzt. In roten Großbuchstaben befindet sich der Schriftzug „Freddy“ rechts oben an der Hülle, darunter in gelber Schrift „Deine Welt“ und „Meine Welt“. In kleiner blauer Schrift steht darunter „Das Lied der Fernseh-Lotterie 1968“ und darunter in etwas größerer Schrift „Warte auf mich in Old Virginia“. Bei der Veröffentlichung in Spanien ist Freddy Quinn in Vorderansicht zu sehen, er ist einfarbig in rosa abgebildet. Sämtliche Beschriftungen auf der Hülle sind in blauer Farbe.

## Veröffentlichungen
Deine Welt, meine Welt wurde 1968 als Single veröffentlicht. Die Single erschien mit dem Lied Warte auf mich in Old Virginia (Carry Me Back to Old Virginny) auf der B-Seite im Musiklabel Polydor unter der Katalognummer 53 281. Die Produktion wurde von der Deutschen Grammophon GmbH durchgeführt und die Veröffentlichung durch Eldorado und Aberbach. Der Acetatlackschnitt und die Pressung stammten von der Deutschen Grammophon Gesellschaft Pressing Plant. Die Veröffentlichung geschah unter der Rechtegesellschaft Gesellschaft für musikalische Aufführungs- und mechanische Vervielfältigungsrechte. Bei der Veröffentlichung in der Schweiz fand die Produktion durch die Deutsche Grammophon Hamburg statt. Die Veröffentlichung in Spanien wurde mit einer anders gestalteten Schallplattenhülle produziert.
1970 war das Lied auf dem Kompilationsalbum Starportrait. Es erschien als Doppelalbum auf Kompaktkassette im Musiklabel Polydor unter der Katalognummer 3510 016. Als Plattenfirma die Deutsche Grammophon; die Veröffentlichung geschah unter der Rechtegesellschaft Gesellschaft für musikalische Aufführungs- und mechanische Vervielfältigungsrechte. Unter der Katalognummer 251 013/014 erschien das Album als Doppelalbum auf Schallplatte als Boxset. Beide Schallplatten wurden durch die Deutsche Grammophon Gesellschaft Pressing Plant gepresst, als Rechtegesellschaft fungierte auch hier die Gesellschaft für musikalische Aufführungs- und mechanische Vervielfältigungsrechte. Das Album erschien zudem als Promo-Tonträger auf einer einzigen Schallplatte mit ausgewählten Stücken, Deine Welt, meine Welt war auch auf dieser Schallplatte vorhanden. Bei der Veröffentlichung in Österreich war die Plattenfirma die Deutsche Grammophon, der Acetatlackschnitt wurde von der Deutschen Grammophon Gesellschaft Pressing Plant und die durch die Phonodisc GesmbH durchgeführt. Hier fungierte Bureau International de l’Edition Mecanique als Rechtegesellschaft.
Auf dem Kompilationsalbum Seine großen Erfolge, das 1972 erschien, war Deine Welt, meine Welt enthalten. Es erschien als Doppelalbum auf Kompaktkassette (Polydor-Katalognummer: 3511012) und Schallplatte (Polydor-Katalognummer: 2634017). Die Veröffentlichung in Österreich geschah unter der Rechtegesellschaft Austro Mechana (Polydor-Katalognummer: 2634017). Im Jahr darauf war das Lied auf dem Kompilationsalbum Freddy’s Favourites, das unter der Polydor-Katalognummer 2371 394 in Südafrika erschien.
1975 war das Lied auf dem Kompilationsalbum Freddy. Es erschien im Musiklabel Polydor unter der Katalognummer 2437 315. Das phonographische Copyright lag bei der Polydor International GmbH, die Pressung und der Acetatlackschnitt erfolgten durch die Phonodisc GmbH und der Druck durch die Gerhard Kaiser GmbH. Die Rechtegesellschaft war die Gesellschaft für musikalische Aufführungs- und mechanische Vervielfältigungsrechte. Die Rechtegesellschaft der Veröffentlichung in Österreich war Austro Mechana.
1978 war das Lied auf dem Kompilationsalbum Komm mit auf große Fahrt, welches im Musiklabel Polydor unter der Katalognummer 2475 649 auf Schallplatte erschien. Als Plattenfirma fungierte Deutsche Grammophon GmbH, das phonographische Copyright lag bei der Polydor International GmbH. Die Veröffentlichung wurde durch Tempoton, Friesenverlagsanstalt, Soltau, Edition Standard, Esperanza, die Sikorski Musikverlage, Schaeffers, Europaton, Kreisler & Co., Esplanade, Troja, Otto Kuhl, als Originalmanuskript, Schneider Musikverlag, Wiener Bohème, Chappell, Candonza und Connelly vorgenommen. Der Druck geschah durch die Gerhard Kaiser GmbH und Acetatlackschnitt und die Pressung durch PRS Hannover. Als Rechtegesellschaft fungierte Austro Mechana (Österreich) und die Gesellschaft für musikalische Aufführungs- und mechanische Vervielfältigungsrechte (Deutschland). Im selben Jahr war das Lied auf dem Kompilationsalbum Freddy. Es erschien im Musiklabel Polydor unter den Katalognummern 2670 252, 2437 607 und 2437 608 in Belgien im Rahmen der Albenserie Quality Sound Series als Doppelalbum auf Schallplatte. Das phonographische Copyright lag bei Polydor International, die Pressung und der Acetatlackschnitt geschah durch Phonodisc B.V. Die Schallplattenhülle war als Gatefold-Cover hergestellt, der Druck wurde im Königreich der Niederlande durchgeführt.
Ebenfalls 1978 war das Lied Teil des Kompilationsalbums Das große Wunschkonzert, das im Rahmen der Albenserie Das große Wunschkonzert unter der Polydor-Katalognummer 30 229 9 als Club-Ausgabe erschien. Als Plattenfirma fungierte die Deutsche Grammophon GmbH, das phonographische Copyright lag bei der Polydor International GmbH. Die Veröffentlichung geschah durch Tempoton, die Sikorski Musikverlage, Esperanza, Esplanade, Schaeffers, Eldorado, Aberbach, Melodie der Welt, Fred Rose Music, die Bühnenvertrieb Zürich AG, Radio Music International, Kreisler, Peer, Wiener Bohème und Chappell. Der Durch geschah durch die Gerhard Kaiser GmbH und der Acetatlackschnitt sowie die Pressung durch PRS Hannover. Im selben Jahr war das Lied noch auf dem Kompilationsalbum Eine Reise um die Welt, das als Dreifachalbum in Form eines Boxsets unter der Polydor-Katalognummer 2630 120 erschien.
1984 war Deine Welt, meine Welt auf dem Kompilationsalbum Die Farben meiner Welt – Stationen einer Karriere. Es erschien als Doppelalbum auf Schallplatte im Musiklabel Polydor mit der Katalognummer 823 799-1. Das phonographische Copyright lag bei der Deutschen Grammophon GmbH, die Herstellung erfolgte durch PolyGram. Die Rechtegesellschaft war die Gesellschaft für musikalische Aufführungs- und mechanische Vervielfältigungsrechte.
1998 erschien das Lied auf dem Kompilationsalbum Mein ganzes Leben ist Musik, das als Dreifachalbum auf Compact Disc im Musiklabel Polydor GmbH unter der Katalognummer 559 118-2 erschien. 2001 war das Lied auf dem Kompilationsalbum Wie wir ihn lieben – Folge 1, das unter der Katalognummer 109 316-2 als Vierfachalbum auf Compact Disc im Musiklabel Shop24Direct erschien. 2002 erschien das Lied auf dem Dreifachalbum Seine großen Erfolge, das als Boxset im Musiklabel Polydor unter der Katalognummer 065 246-2 erschien.
2006 erschien das Dreifachalbum Heimweh als Boxset auf Compact Disc im Musiklabel Koch Universal unter der Katalognummer 06024 9839956, auch darauf befand sich Deine Welt, meine Welt. Das phonographische Copyright und das Copyright lag bei Koch Universal. 2015 war das Lied noch auf dem Kompilationsalbum Die Gold-Edition, das als Vierfachalbum, das im Musiklabel Telamo unter der Katalognummer 405380420226 erschien.

## Charts und Chartplatzierungen
| ChartsChartplatzierungen | Höchstplatzierung | Monate |
| ------------------------ | ----------------- | ------ |
| Deutschland (GfK)        | 14 (2,5 Mt.)      | 2,5    |

## Coverversionen (Auswahl)
Folgende Coverversionen sind bekannt:
- Udo Spitz (1968)
- Wolfgang Kubach & Orchester Jo Plée (1968)
- Orchester Horst Wende (Instrumental, 1968, Medley mit Namen Deine Welt – meine Welt / La Golondrina / Wärst du doch in Düsseldorf geblieben)